# هيلفنبرغ
هيلفنبرغ (بالألمانية: Helfenberg) هي بلدية في منطقة روهرباخ في ولاية النمسا العليا.